# Jiangcun (sockenhuvudort i Kina, Jiangxi Sheng, lat 29,77, long 117,36)
Jiangcun är en sockenhuvudort i Kina. Den ligger i provinsen Jiangxi, i den sydöstra delen av landet, omkring 190 kilometer nordost om provinshuvudstaden Nanchang. Antalet invånare är 9 274. Befolkningen består av 4 431 kvinnor och 4 843 män. Barn under 15 år utgör 17,0 %, vuxna 15-64 år 74 %, och äldre över 65 år 8,0 %.
Runt Jiangcun är det ganska tätbefolkat, med 96 invånare per kvadratkilometer. Närmaste större samhälle är Jinggongqiao, 14,7 km väster om Jiangcun. I omgivningarna runt Jiangcun växer i huvudsak blandskog.
Genomsnittlig årsnederbörd är 2 520 millimeter. Den regnigaste månaden är juni, med i genomsnitt 438 mm nederbörd, och den torraste är oktober, med 61 mm nederbörd.